# Бернардото (Венеција)
Бернардото (итал. Bernardotto) је насеље у Италији у округу Венеција, региону Венето.
Према процени из 2011. у насељу је живело 71 становника. Насеље се налази на надморској висини од 8 м.